# Trois chansons de Bilitis
Pour les articles homonymes, voir Chanson (homonymie) et Bilitis (homonymie).
Trois chansons de Bilitis (FL 97) est un cycle de mélodies de Claude Debussy, composées sur des textes de Pierre Louÿs.

## Histoire de l'œuvre

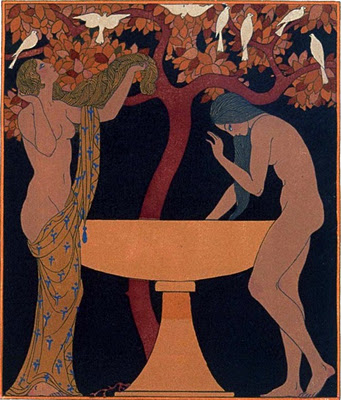
Illustration de George Barbier pour Les Chansons de Bilitis (1922).

Claude Debussy compose ses trois mélodies en 1897-1898 sur des  textes tirés des Chansons de Bilitis de Pierre Louÿs. Les textes en question sont « La Flûte de Pan », « La Chevelure » et « Le Tombeau des Naïades » et racontent les trois grandes étapes de la relation idyllique entre Bilitis et un berger. La ligne narratrice ainsi que les éléments de symétrie dans la musique font de cette œuvre un véritable cycle de mélodies. Publiée en 1899, l'œuvre est créée salle Pleyel le 17 mars 1900 par la soprano Blanche Marot et le compositeur au piano.
Debussy a aussi composé une musique de scène pour accompagner la lecture du recueil de Louÿs (FL 102).

## Titres
1. La Flûte de Pan
2. La Chevelure
3. Le Tombeau des naïades

## Discographie partielle
- Maggie Teyte, Alfred Cortot (piano) en 1936 - Naxos
- Victoria de los Ángeles, Gonzalo Soriano (piano) en 1967 - EMI Music
- Régine Crespin, John Wustman (piano) en 1967 - Decca
- Marilyn Horne, Martin Katz (piano) en 1972 - Decca
- Véronique Dietschy, Philippe Cassard (piano) en 1999 - Ades
- Renée Fleming, Jean-Yves Thibaudet (piano) en 2001 - Decca